# Sym Jet
Il Sym Jet è uno scooter prodotto dalla casa motociclistica Taiwanese SYM dal 1999. La maggior parte dei modelli aveva una cilindrata di 50 cm³, ma ne è stata anche prodotta una versione di 100 cm³ dal 1999 al 2002.
Si tratta di uno scooter sportivo, con ruote da 12 pollici dotato già di serie da pneumatici dal battistrada sportivo, dotato di un motore 2 tempi raffreddato ad aria forzata.
La prima serie aveva i fari simili all'Italjet Formula, le carene di forma arrotondata e i gruppi ottici posteriori circolari.
La seconda serie chiamata EuroX (prodotta dal 2003 al 2011 solo nella cilindrata di 50cc) si differenzia dalla prima solo per la spigolosità dei fari. Dal 2007 viene prodotta la terza serie chiamata SportX.
La serie "SportX" è caratterizzata da un totale restyling, con carene più spigolose seguendo le ultime tendenze, cerchi differenti, freno a disco posteriore in luogo del freno a tamburo e cruscotto a cristalli liquidi.
Dal 1999 al 2002 il catalogo SYM comprendeva anche il modello Red devil che si distingueva dal Sym Jet solo per la misura dei cerchi, da 10 pollici anziché da 12.